# Ровек
Ровек (пол. Rowek) — село в Польщі, у гміні Шудзялово Сокульського повіту Підляського воєводства.
У 1975-1998 роках село належало до Білостоцького воєводства.